# Cyberlindnera misumaiensis
Cyberlindnera misumaiensis är en svampart som först beskrevs av Y. Sasaki & Tak. Yoshida ex Kurtzman, och fick sitt nu gällande namn av Minter 2009. Cyberlindnera misumaiensis ingår i släktet Cyberlindnera, ordningen Saccharomycetales, klassen Saccharomycetes, divisionen sporsäcksvampar och riket svampar.   Inga underarter finns listade i Catalogue of Life.